# Doksy
Doksy (tyska: Hirschberg am See) är en stad i Tjeckien. Den grundades, liksom Bezděz slott, av kung Ottokar II av Böhmen 1264. Per den 1 januari 2016 hade staden 5 190 invånare.